# ウラル (情報収集艦)
| ウラル                   | ウラル                         | ウラル                         |
| ------------------------ | ------------------------------ | ------------------------------ |
|                          |                                |                                |
| 航行中のウラル（1989年） |                                |                                |
| 艦歴                     |                                |                                |
| 起工                     | 1981年6月25日                  | 1981年6月25日                  |
| 進水                     | 1983年5月1日                   | 1983年5月1日                   |
| 就役                     | 1989年1月7日                   | 1989年1月7日                   |
| 退役                     | 2001年                         | 2001年                         |
| 退役後                   | 核燃料を撤去。解体             | 核燃料を撤去。解体             |
| 要目                     |                                |                                |
| 艦種                     | 情報収集艦                     | 情報収集艦                     |
| 排水量                   | 基準排水量                     | 32,780t                        |
| 排水量                   | 満載排水量                     | 36,500t                        |
| 全長                     | 265m                           | 265m                           |
| 全幅                     | 30m                            | 30m                            |
| 全高                     | 70m                            | 70m                            |
| 吃水                     | 7.5m                           | 7.5m                           |
| 機関                     | 二軸推進、140,000shp           | 二軸推進、140,000shp           |
| 機関                     | OK-900A加圧水型原子炉2基       | 171Mw×2                        |
| 機関                     | VDRK-500ボイラー 2缶           |                                |
| 機関                     | GT3A-688蒸気タービン 2基       |                                |
| 速力                     | 21.6kt                         | 21.6kt                         |
| 航行時間                 | 180日                          | 180日                          |
| 乗員                     | 950 (士官233人, 下士官兵690人) | 950 (士官233人, 下士官兵690人) |
| 武装                     | AK-17676mm砲                   | 2門                            |
| 武装                     | AK-630 30mm機関砲              | 4基                            |
| 武装                     | 9M313 イグラ-1SAM              | 16発                           |
| 武装                     | NSV重機関銃                    | 4挺                            |
| 搭載機                   | Ka-32                          | 1機                            |

ウラル（ロシア語: Урал ССВ-33、ラテン文字表記：Ural）はソ連海軍、後にロシア海軍が運用した情報収集艦。1941計画「チターン」（Проект 1941 «Титан»、ロシア語でタイタンの意味）により建造された艦で、艦番号はССВ-33（SSV-33）である。ソ連、ロシアを通じて建造以来最大の原子力船であり、同時に偵察を主任務とする艦として最大の艦だった。
なお、艦種記号のССВは通信艦（Судно Связи、Sudno Svyazyy）の頭字語であり、これが対外的な艦種だった。NATOコードネームはカプースタ（Kapusta、ロシア語でキャベツ（Капуста）の意味）。

## 建造
主要な建造目的としては、アメリカ合衆国の大陸間弾道ミサイル（ICBM）実験に際して、地上設備や中小の情報収集艦だけでは不可能であった軌道追跡を可能とするミサイル追跡艦が必要とされたためである。アメリカ本国のケープカナベラル空軍基地でのICBM実験は、ソ連海軍が保有する多種多様な情報収集艦による偵察も有効で、ソ連本国の観測機器による追跡も可能だった。しかし、太平洋のクェゼリン環礁にあるICBM実験場（現・ロナルド・レーガン弾道ミサイル防衛試験場）は、ソ連本国からも遠く既存の情報収集艦は能力不足だった。ソ連海軍は、大型レーダーや弾道計算システムを有し、ソ連本国を離れて長期間どこにも寄港せずに洋上で情報収集を行う艦を保有していなかったが、非軍事の宇宙開発において、ソ連はコスモノート・ユーリイ・ガガーリンといった大型の衛星追跡船を既に保有していた。そこで、原子力機関を有し長期間の航行が可能で、高度な情報収集能力を有する軍事用の大型艦の建造が計画された。
ウラルは、1981年6月25日起工されて、1983年5月1日のメーデーに合わせて進水した。その後、電子機器の搭載などに時間がかかり、1989年1月7日に就役した。

## 設計

### 艦体
同型艦はないが、ウラルの艦体はキーロフ級原子力ミサイル巡洋艦を元に設計されている。機関は、アルクティカ級砕氷船にも搭載されたOK-900A加圧水型原子炉2基を主動力とし、補助動力として重油ボイラー2基を備えた。

### 電子装備
任務の性格上多種のレーダー、ソナー、通信機等を備えており、その中には戦闘艦艇と同じMR-750 フレガートM2 3次元レーダー、ABMシステムにも使用されるアルグン等が含まれていた。搭載された無線偵察システムはКоралл（Coral）と呼ばれ、エルブルスおよびEC-1046という二種類のコンピューターに影響を与えた。

### 兵装
武装も充実しており、艦体の前後にAK-176 76mm砲を各1門備えた他、AK-630 30 mm機関砲とNSV重機関銃の2銃身海軍型Утёс-Мを4基ずつ搭載した。これら砲填兵器の弾薬は、20分間の戦闘が可能な分量であった。艦対空ミサイルとして、携帯式防空ミサイルシステムである9M313を16発搭載した。

## 運用

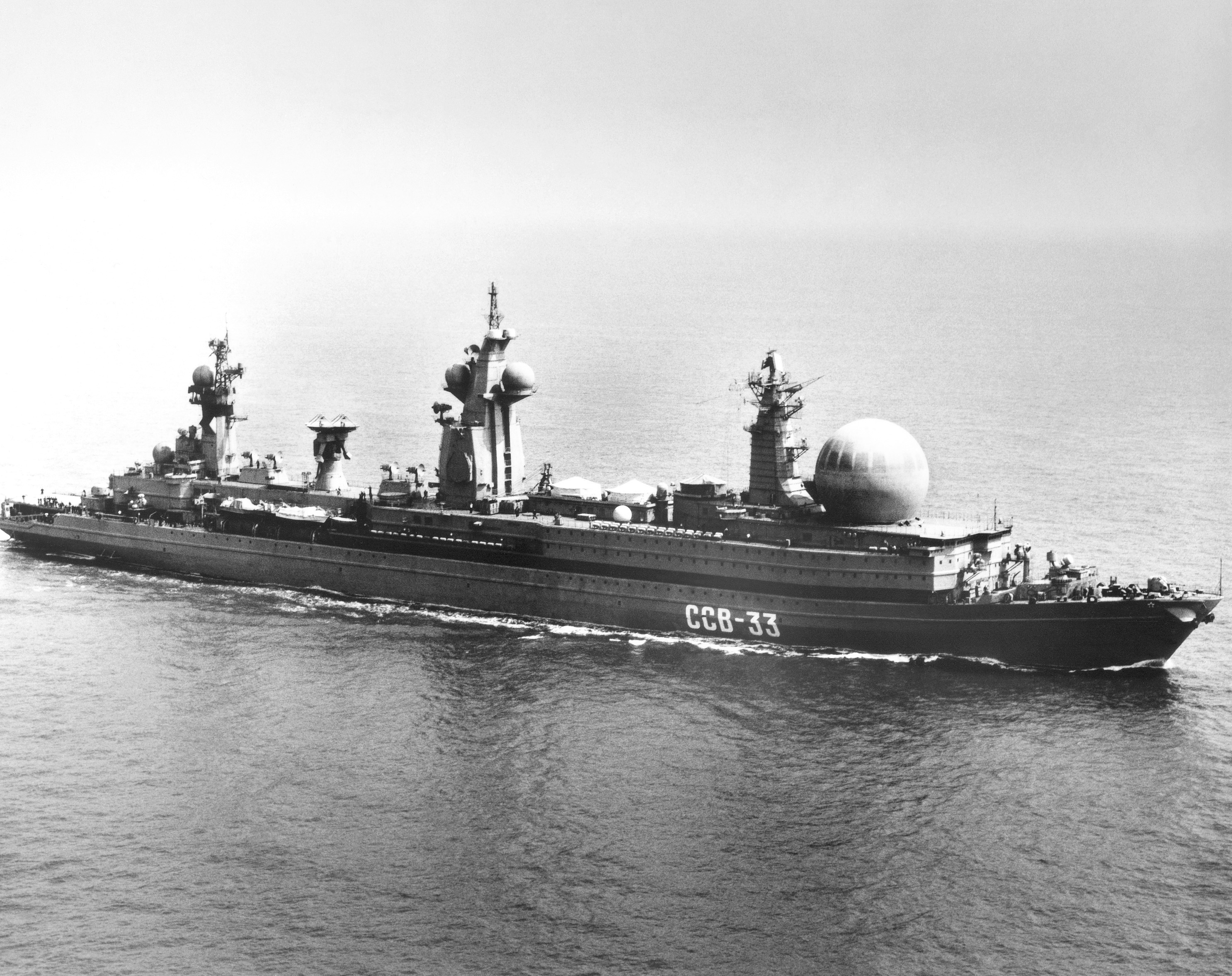
洋上のウラル（1989年）
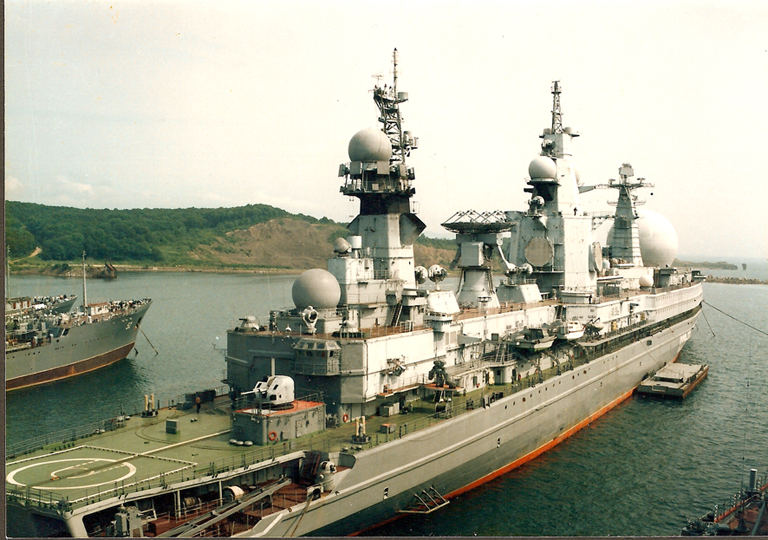
退役し、係留中のウラル

レニングラード（現・サンクトペテルブルク）のバルチック造船所で建造されたウラルは、就役後に59日をかけて、配属地である沿海地方へ向かった。航海には原子力潜水艦による護衛が伴い、途中ベトナムのカムラン湾に寄港している。沿海地方に到着したウラルはフォーキノを母港としたが、フォーキノは空母「ミンスク」や「ノヴォロシースク」の母港でもあって手狭だったため、ウラルはフォーキノにほとんど入港せず、大半は近郊に停泊していた。
ウラルは太平洋艦隊第38偵察艦隊の旗艦となったが、不調や事故が多く、本来の任務であるクェゼリン環礁のICBM実験の偵察に向かうことは無かった。その代わりに北太平洋のアメリカ海軍・空軍、自衛隊を対象としたエリント、対潜監視活動を行った。就役から2年後の1991年に火災事故を起こしたが、ソビエト連邦の崩壊に伴う予算不足で修理が行えず、1992年には原子炉を停止させて任務から外れ、桟橋に係留させたうえで士官用の宿舎に転用された。
2001年、ウラルは退役してキーロフ級ミサイル巡洋艦「アドミラール・ラーザリェフ（旧フルンゼ）」の側に係留された。退役の主因は、2基あった重油ボイラーのうち1基が故障したまま残りの1基を常に稼働させた結果、過負荷により寿命が予定よりも早かったためである。また、艦の稼働させることが高コストだったことも指摘されている。2008年4月には原子炉撤去と解体のための作業船が横付けされ、2009年には原子炉から転用可能な核燃料が撤去された。2012年には、アトムフロートが原子力砕氷船「タイミール」修理のために、ウラルの蒸気発生器や艤装を流用する計画を企画したが、2014年5月12日には海外への流出を防ぐためにロスアトムが解体作業の公開入札を行うことを発表した。解体費用は3年で6億9,100万ルーブルで、2016年11月30日までに沿海地方のボリショイ・カーメニで解体される予定だったが、解体に必要な費用や技術が造船所の能力よりも高すぎ、この入札は不調に終わった。同年9月に2回目の入札が行われたが、これも不調に終わった。2016年2月に10億ルーブルで解体する3回目の入札が行われ、ようやくボリショイ・カーメニのズヴェズダ造船所が落札した。同年8月21日午前7時30分頃、ウラルはズヴェズダ造船所に移動した。

## 登場作品

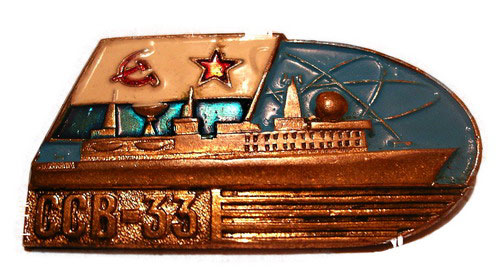
ウラルのピンバッジ

『Raid on Tokyo』
架空艦「ゴルシコフ」が登場。艦種は「電子情報管制艦」とされ、日本の日本海側一帯における自衛隊のレーダーや通信を無力化するほど強力な電波妨害能力を有する軍艦として描かれている。作中では、太平洋艦隊に所属しており、他の太平洋艦隊所属艦とともに日本侵攻作戦「東京急行」に投入され、レーダー波の逆探知や強力な電波妨害で自衛隊のレーダー・通信網を無力化していたが、最後は架空の海上自衛隊潜水艦「ひきしお」の魚雷攻撃によって撃沈される。
『WORLD WAR Z』
ウルシー環礁に停泊しており、国際ラジオ放送「Radio Free Earth」の放送局となっている。
『ヱヴァンゲリヲン新劇場版:破』
特務機関NERVの監視司令艦「ウラル2世」が登場。艦内にベタニアベースの使徒保管統一管理指揮所が設置されている。
『シン・エヴァンゲリオン劇場版𝄇』
艦名不明の同型艦が登場。NERV本部付近に浮遊している。